# Melangyna macromaculata
Melangyna macromaculata är en tvåvingeart som beskrevs av Mutin 1998. Melangyna macromaculata ingår i släktet flickblomflugor, och familjen blomflugor. Inga underarter finns listade i Catalogue of Life.